# Altercasting
Altercasting je technika, pomocí které lze přesvědčit jedince, aby přijal určitou sociální roli. Jedná se o postup, který, pokud je úspěšný, ovlivní chování jednotlivce tak, že jedná, jako by byl nositelem mu „podstrčené“ sociální role. Při úmyslném užívání by se tato technika dala nazvat manipulativní.

## Základní předpoklady
Když jedinec přijme určitou sociální roli, přijme s ní i množství sociálních tlaků, které propůjčují roli závaznost a  zaručují její dodržování. Jinými slovy, okolí od jedince očekává určité způsoby chování na základě jeho sociální role. Ta však s sebou nepřináší pouze povinnosti. Jedinec je také obdařen novými informacemi a možnostmi, které by měly být k výkonu role relevantní.
Altercastingem se rozumí postup, pomocí něhož "donutíme" druhého člověka přijmout určitou sociální roli, od které je okolím vyžadováno chování, které po daném člověku požadujeme.

## Základní formy altercastingu
Rozeznáváme dvě základní formy altercastingu:
- Závazná forma altercastingu znamená, že dáme najevo jedinci, kým je (nebo by měl být) tím, že vyzdvihneme některou z jeho existujících rolí ("Jako křesťan bys měl…"), že ho do určité role umístíme (Jako mladý a ambiciózní muž bys měl...), nebo že mu vytvoříme roli naprosto novou.

- Taktní forma altercastingu znamená, že využijeme své osoby jako "odesílatele" role. Přijmeme roli, která v druhém člověku automaticky vyvolá svůj protiklad. Několik příkladů běžných dvojic (protikladů) rolí: expert - nevzdělaná veřejnost, blázen - normální člověk, pomocník - závislá osoba, mučedník - hříšník atd.

## Výsledky altercastingu
Altercasting je velice účinný postup, protože:
- role je základním stavebním kamenem chování v každodenním životě;
- jeho používání, zejména taktní formy, je relativně jednoduché;
- vytvářet role, do kterých se lidé "chytí", je také relativně jednoduché;
- lidé často přijímají jim nabízené role velice snadno.

## Využití
Tato technika se hojně využívá zejména v reklamě a propagaci zdravotní péče.